# Mistrzostwa Świata w Piłce Nożnej 2026 (eliminacje strefy AFC)/Grupa D
W Grupie D drugiej rundy eliminacji do Mistrzostw Świata 2026 biorą udział następujące zespoły:
- Oman
- Kirgistan
- Malezja
- Chińskie Tajpej (zwycięzca dwumeczu z  Timorem Wschodnim w pierwszej rundzie eliminacji)

## Tabela
| Lp. | Drużyna         | M | Z | R | P | B+ | B– | +/– | Pkt | Kwalifikacja            |     | Oman | Kirgistan | Malezja |     |
| --- | --------------- | - | - | - | - | -- | -- | --- | --- | ----------------------- | --- | ---- | --------- | ------- | --- |
| 1   | Oman            | 6 | 4 | 1 | 1 | 11 | 2  | +9  | 13  | Awans do trzeciej rundy |     |      | 1–1       | 2–0     | 3–0 |
| 2   | Kirgistan       | 6 | 3 | 2 | 1 | 13 | 7  | +6  | 11  | Awans do trzeciej rundy |     | 1–0  |           | 1–1     | 5–1 |
| 3   | Malezja         | 6 | 3 | 1 | 2 | 9  | 9  | 0   | 10  |                         |     | 0–2  | 4–3       |         | 3–1 |
| 4   | Chińskie Tajpej | 6 | 0 | 0 | 6 | 2  | 17 | −15 | 0   |                         | 0–3 | 0–2  | 0–1       |         |     |

## Wyniki
| 16 listopada 202314:00 CET | Malezja                                           | 4:3(1:2) | Kirgistan                                           | Stadion Narodowy Bukit Jalil, Kuala Lumpur Widzów: 17 142 Sędzia: Ammar Ebrahim Mahfoodh |
| 16 listopada 202314:00 CET | Cools 7', 77' · Brauzman 72' (sam.) · Halim 90+3' | 4:3(1:2) | 42' Dżyrgałbek uułu · 44' Batyrkanow · 57' Ka. Merk | Stadion Narodowy Bukit Jalil, Kuala Lumpur Widzów: 17 142 Sędzia: Ammar Ebrahim Mahfoodh |

| 16 listopada 202316:00 CET | Oman                                                | 3:0(2:0) | Chińskie Tajpej | Kompleks Sportowy im. Sułtana Kabusa ibn Sa’ida, Maskat Widzów: 4 155 Sędzia: Sadullo Gulmurodi |
| 16 listopada 202316:00 CET | Al-Malki 17' · Pan Wen-chieh 41' (sam.) · Saleh 90' | 3:0(2:0) |                 | Kompleks Sportowy im. Sułtana Kabusa ibn Sa’ida, Maskat Widzów: 4 155 Sędzia: Sadullo Gulmurodi |

| 21 listopada 202312:00 CET | Chińskie Tajpej | 0:1(0:0) | Malezja | miejsce Miejski, Tajpej Widzów: 9 521 Sędzia: Majed Al-Shamrani |
| 21 listopada 202312:00 CET | 72' Lok         | 0:1(0:0) |         | miejsce Miejski, Tajpej Widzów: 9 521 Sędzia: Majed Al-Shamrani |

| 21 listopada 202315:00 CET | Kirgistan         | 1:0(0:0) | Oman | Stadion im. Dölöna Ömürzakowa, Biszkek Widzów: 10 782 Sędzia: Mooud Bonyadifard |
| 21 listopada 202315:00 CET | Abdurachmanow 49' | 1:0(0:0) |      | Stadion im. Dölöna Ömürzakowa, Biszkek Widzów: 10 782 Sędzia: Mooud Bonyadifard |

| 21 marca 202412:00 CET | Chińskie Tajpej               | 0:2(0:0) | Kirgistan | miejsce Miejski, Tajpej Widzów: 1 028 Sędzia: Yahya Almulla |
| 21 marca 202412:00 CET | 54' (k) Kiczin · 80' Ka. Merk | 0:2(0:0) |           | miejsce Miejski, Tajpej Widzów: 1 028 Sędzia: Yahya Almulla |

| 21 marca 202419:00 CET | Oman                           | 2:0(0:0) | Malezja | Kompleks Sportowy im. Sułtana Kabusa ibn Sa’ida, Maskat Widzów: 21 836 Sędzia: Fu Ming |
| 21 marca 202419:00 CET | Al-Sabhi 58' · Al-Ghassani 88' | 2:0(0:0) |         | Kompleks Sportowy im. Sułtana Kabusa ibn Sa’ida, Maskat Widzów: 21 836 Sędzia: Fu Ming |

| 26 marca 202415:00 CET | Kirgistan                                          | 5:1(3:0) | Chińskie Tajpej    | Stadion im. Dölöna Ömürzakowa, Biszkek Widzów: 13 657 Sędzia: Ammar Ebrahim Mahfood |
| 26 marca 202415:00 CET | Kojo 17', 38', 45' · Brauzman 79' · Ki. Merk 90+5' | 5:1(3:0) | 87' (k) Wu Yen-shu | Stadion im. Dölöna Ömürzakowa, Biszkek Widzów: 13 657 Sędzia: Ammar Ebrahim Mahfood |

| 26 marca 202415:00 CET | Malezja                              | 0:2(0:1) | Oman | Stadion Narodowy Bukit Jalil, Kuala Lumpur Widzów: 26 499 Sędzia: Ko Hyung-jin |
| 26 marca 202415:00 CET | 45+4' (k) Al-Malki · 90+4' Al-Ghafri | 0:2(0:1) |      | Stadion Narodowy Bukit Jalil, Kuala Lumpur Widzów: 26 499 Sędzia: Ko Hyung-jin |

| 6 czerwca 202413:00 CEST | Chińskie Tajpej            | 0:3(0:1) | Oman | miejsce Miejski, Tajpej Widzów: 5 700 Sędzia: Zaid Thamer Mohammed |
| 6 czerwca 202413:00 CEST | 31', 55', 75' Al-Mushaifri | 0:3(0:1) |      | miejsce Miejski, Tajpej Widzów: 5 700 Sędzia: Zaid Thamer Mohammed |

| 6 czerwca 202417:00 CEST | Kirgistan    | 1:1(1:1) | Malezja                  | Stadion im. Dölöna Ömürzakowa, Biszkek Widzów: 14 135 Sędzia: Adham Makhadmeh |
| 6 czerwca 202417:00 CEST | Ałykułow 24' | 1:1(1:1) | 38' (sam.) Abdurachmanow | Stadion im. Dölöna Ömürzakowa, Biszkek Widzów: 14 135 Sędzia: Adham Makhadmeh |

| 11 czerwca 202415:00 CEST | Malezja                             | 3:1(0:1) | Chińskie Tajpej  | Stadion Narodowy Bukit Jalil, Kuala Lumpur Widzów: 14 731 Sędzia: Abdullah Jamali |
| 11 czerwca 202415:00 CEST | Rasid 53' · Josué 69' · Ra'op 90+6' | 3:1(0:1) | 20' Yu Yao-hsing | Stadion Narodowy Bukit Jalil, Kuala Lumpur Widzów: 14 731 Sędzia: Abdullah Jamali |

| 11 czerwca 202418:00 CEST | Oman                | 1:1(0:1) | Kirgistan      | Kompleks Sportowy im. Sułtana Kabusa ibn Sa’ida, Maskat Widzów: 13 754 Sędzia: Alireza Faghani |
| 11 czerwca 202418:00 CEST | Shukurov 57' (sam.) | 1:1(0:1) | 20' Zarypbekov | Kompleks Sportowy im. Sułtana Kabusa ibn Sa’ida, Maskat Widzów: 13 754 Sędzia: Alireza Faghani |

## Strzelcy

### 3 gole
- Joel Kojo
- Abdulrahman Al-Mushaifri

### 2 gole
- Kai Merk
- Dion Cools
- Omar Al-Malki

### 1 gol
- Yu Yao-hsing
- Wu Yen-shu
- Güldżigit Ałykułow
- Odiłdżon Abdurachmanow
- Ernist Batyrkanow
- Christian Brauzman
- Kajrat Dżyrgałbek uułu
- Walerij Kiczin
- Kimi Merk
- Eldiyar Zarypbekov
- Faisal Halim
- Paulo Josué
- Darren Lok
- Adib Ra'op
- Safawi Rasid
- Mohammed Al-Ghafri
- Muhsen Al-Ghassani
- Issam Al-Sabhi
- Mataz Saleh

### Gole samobójcze
- Pan Wen-chieh (dla  Omanu)
- Odiłdżon Abdurachmanow (dla  Malezji)
- Khristiyan Brauzman (dla  Malezji)
- Alimardon Shukurov (dla  Omanu)